# Oportunizem (marksizem)
V marksizmu oportunizem pomeni opustitev dolgoročnih ciljev partije zavoljo iskanja bližnjic za izpolnitev kratkoročnih ciljev. V primeru razrednega boja je dolgoročni cilj odprava kapitalistične privatne lastnine, ki se jo nadomesti z družbeno lastnino in delavskim upravljanjem. Drugače rečeno: dolgoročni cilj razrednega boja je nadomestitev kapitalizma s komunizmom, torej revolucija. Oportunizem idejo revolucije vidi za »nevarno utopijo«, ki škoduje že potekajočim delavskim bojem, saj vnaša zmedo glede ciljev in »ruši enotnost« delavskega gibanja.
Ker je oportunizem slabšalni izraz, so samooklicani oportunisti redki; izraz se večinoma uporablja v kontekstu obtoževanja nasprotnikov (podobno kot »utopični socializem« in »sektaštvo«).

## Razlike med marksizmom in oportunizmom
Marksizem za dolgoročni cilj razrednega boja postavlja proletarsko revolucijo, ki kapitalistično družbo nadomesti s komunizmom. Ta cilj pa ne izhaja iz trenutnega stanja razrednega boja (vključno s trenutnim stanjem razredne zavesti), ampak iz analize kapitalističnih razrednih odnosov ter njihovega razvoja skozi čas.
Marksizem tako vlogo proletariata v razrednem boju (tj. njegov revolucionarni potencial) obravnava glede na njegovo vlogo v družbeni produkciji (tj. v kapitalističnih razrednih odnosih); ta vloga izhaja iz objektivnih okoliščin in se ne spreminja glede na stanje zavesti. Če proletariat še ni na stopnji, da bi lahko dejansko realiziral svoj zgodovinski potencial, to ne pomeni, da je revolucija nemogoča, ampak da je naloga avantgardne partije, da ga dvigne na takšen nivo. 
Oportunizem zavzame drugačen pristop. Ta ne izhaja iz splošnih zakonitosti kapitalizma, ampak trenutnega stanja razrednega boja. Za oportunizem so vsakršni cilji, ki se jih ne da takoj doseči, izguba časa in sredstev. Če na primer prevzema državne oblasti in vzpostavitve diktature proletariata v danem trenutku še ni možno izvesti, o tem iz perspektive oportunizma niti ni smiselno razmišljati. Soroden primer: če razlastitev buržoazije v danem trenutku ni realno izvedljivo, je za oportunizem ponovno škoda sploh razmišljati o tem. 

### Kratkoročni in dolgoročni cilji
Oportunizem do dolgoročnejših in radikalnejših ciljev ni le apatičen, ampak je do njih tudi sovražno nastrojen. Razlog je v tem, da dolgoročni cilji, če niso kaj več kot prazne besede, pogojujejo tudi postavitev kratkoročnih ciljev in praktično delovanje. Oportunizem takšnemu hierarhičnemu odnosu nasprotuje, ker ta »omejuje« kratkoročne reformistične boje, ker od njih pričakuje, da so podrejeni večjemu planu. 
Komunistična partija je sestavljena iz treh ključnih nivojev: strateškega, taktičnega in organizacijskega. Delovanje vsakega nivoja je podrejeno lastnostim višjega nivoja; taktični nivo je tako določen glede na strateški nivo, organizacijski pa glede na taktični (in strateški) nivo. Na strateškem nivoju se določijo temeljni cilji gibanja; v primeru partije je to vprašanje reforme ali revolucije. Taktika (tj. dejansko partijsko delovanje) se prilagaja dejanskemu družbenemu stanju, ampak je vedno dovolj daljnovidna, da vidi preko trenutnega, kratkoročnega cilja. Ponazorjeno na primeru: za partijo in za delavsko gibanje nasploh glavni uspeh mezdnega boja ni dvig mezde, ampak grajenje razredne zavesti in organiziranosti proletariata; mezdni boj je postavljen tako, da se bosta z njegovim razvojem dosegla tudi ta cilja.
Marksizem kratkoročne reformistične zahteve vidi kot zgodovinsko pogojeno omejitev, ki jo je potrebno premagati. Aktivno sodelovanje in prevzem vodstva v reformističnem razrednem boju vidi kot sredstvo za njegovo radikalizacijo v revolucionarni boj; za marksizem reformistični boj ni končni cilj, ampak odskočna deska do končnega cilja.
Oportunizem ostane izključno na nivoju kratkoročnih reformističnih bojev; teh ne vidi kot orodje za dosego nekega cilja, temveč so kar sami končni cilj. Oportunizem se tako osredotoča na maksimiranje kratkoročnih pridobitev, ne glede na to, kako bo takšen pristop vplival na dolgoročnejše cilje. Ena izmed učbeniških parol oportunizma je namreč »Končni cilj, pa naj bo ta karkoli, mi ne pomeni nič, gibanje pa vse«.
Za oportunizem so tako dolgoročnejši cilji v smislu ciljev, ki jih je nemogoče izpeljati in uresničiti v okviru danega stanja razrednega, brezpredmetni. Vprašanje dolgoročnih ciljev, kot na primer ali obdržati privatno lastnino, trg in liberalni parlament, so za oportunizem nepomembna. Slednji tako status quo (kapitalistično družbo) postavlja za naravno in nespremenljivo stanje; vprašanje tako ni več, kako preseči (odpraviti) kapitalizem, ampak kako čim več doseči v njegovem okviru. Kakršnekoli kritike te predpostavke oportunizem obsodi sektaštva in rušenja enotnosti delavskega gibanja. Pri tem je izrednega pomena, da govorimo o enotnosti reformističnega, ne revolucionarnega boja. To je dejansko enotnost delavskega gibanja pod oportunizmom; če je takšen pristop deležen kritik, se tako kot revizionizem sklicuje na »svobodo kritike«.

### Posledice oportunizma
Takšen odnos do dolgoročnih ciljev (strategije) ima pomembne posledice pri zastavljanju in dejanskem izvrševanju kratkoročnih (taktičnih) bojev. Dolgoročni cilj odprave kapitalizma vključuje sovražen odnos do buržoazije, ker ta ne bo samovoljno pristala na njeno razlastitev (ker je v njenem interesu, da ostane buržoazija); s tem tudi na kratkoročnem nivoju odpade pristop omilitve razrednih pozicij in prijateljsko sodelovanje z buržoazijo za dosego reformističnih ciljev. 
Oportunizem, ki se je takšnemu dolgoročnemu cilju odpovedal (ker se je odpovedal dolgoročnim ciljem nasploh), nima takšne omejitve; v parlamentu tako za oportuniste ni problematično sklepati kupčij in ideoloških kompromisov z buržoaznimi strankami, na področju sindikalnega boja pa zagovarjati prakse, ki koristijo le delu delavskega razreda in s tem rušijo njegovo povezanost in medsebojno solidarnost (takšen primer je poklicni sindikalizem, pa tudi zagovarjanje politike, kot na primer rasizem in seksizem).
Dodatna posledica oportunističnega zanemarjanja dolgoročnih ciljev je ločitev razrednega boja na politični in ekonomski del, s čimer sta oba boja oslabljena in sta prisiljena omiliti svoja stališča. Na polju političnega boja je oportunizem omejen na trgovanje z glasovi in ideološko usklajevanje s kontrarevolucijo, na polju ekonomskega (sindikalnega boja) pa je boj omejen na mezdni boj in boj za boljše delovne pogoje (takšen pristop se imenuje ekonomizem). V nobenem primeru oportunizem ne predstavlja resne grožnje statusu quo, ampak se nasprotno podredi zakonitostim slednjega.

## Oportunizem v revolucionarni situaciji
Definicijo, da oportunizem žrtvuje dolgoročne cilje za kratkoročne pridobitve, je treba dopolniti. To stori tudi, ko revolucionarni prevzem oblasti ni več dolgoročni cilj, ampak postane tudi kratkoročno gledano realno izvedljiv. 
Če je razmerje moči med revolucionarnimi in kontrarevolucionarnimi silami približno izenačeno, predvsem pa zelo nestabilno, do vstaj pa še ni prišlo (takšen primer je dvovladje sovjetov in začasne vlade med februarsko in oktobrsko revolucijo v Rusiji), si oportunisti prizadevajo vzdrževati legitimnost buržoazne vlade. Sodelovanje s slednjo vidijo kot trajno rešitev, militantne elemente delavskega razreda pa mirijo in pozivajo k sodelovanju. Takšna miritev revolucionarnega sentimenta ni taktičnega, ampak strateškega značaja. Tudi revolucionarna stran lahko poziva k umiritvi protestov in discipliniranemu čakanju, ampak v tem primeru so takšni ukrepi začasni; vsesplošno vstajo lahko zamakne, a le zato, da ima ta večje možnosti uspeha. Zato je takšen ukrep taktičen; oportunizem si prizadeva revolucijo trajno zamakniti, zato je njegovo zavlačevanje strateško.
Da je takšna politika dejansko podpora staremu družbenemu redu, postane najbolj razvidno, ko vstaje že potekajo. V takšni situaciji oportunisti vstajam očitajo, da se soočajo s premočnimi nasprotniki, da v takšnih težavnih okoliščinah ne morejo uspeti. Iz tega oportunizem izpelje zaključek, da je v interesu delavskega razreda, da se revolucionarne vstaje zatrejo in da se bo lažje z buržoazijo pogajati po zadušitvi revolucije. Oportunizem pa se v takšnih pogojih ne omeji na obtožbe utopizma, ampak aktivno podpre kontrarevolucionarno stran konflikta. Dva zgodovinska primera sta vloga socialdemokratov v nemški revoluciji ter menjševikov v ruski državljanski vojni. V obeh primerih so oportunisti aktivno podpirali kontrarevolucionarne sile.
Pogost argument za takšen pristop je visoka stopnja tveganja, ki spremlja vsakršne večje družbene prevrate. Nekoliko bolj teoretska verzija takšnega argumenta je, da razmerje družbenih sil ni ugodno za revolucijo in da je zato treba počakati na ugodnejši trenutek (z drugačnim razmerjem moči). Zelo soroden argument je, da tudi sam proletariat še ni pripravljen na revolucijo (npr. da ima še prenizko razredno zavest). V obeh primerih je argument proti revoluciji ta, da naj se počaka na boljše pogoje; ključni element pa je, da je ta boljši čas za revolucijo vedno v prihodnosti, nikoli v sedanjosti.

## Razredna podlaga oportunizma
Pri izoblikovanju oportunizma so ključne materialne okoliščine, v katerih biva; v tem primeru so te materialne okoliščine razredni položaj, značilen za oportunistične pozicije.
Primer takšne razredne pozicije je položaj malomeščanstva, ki v razrednem boju nima lastne stabilne pozicije in niha med proletariatom in buržoazijo (glavnima taboroma razrednega boja). Dodaten primer razredne pozicije, ki je vir oportunizma, je delavska aristokracija; govorimo o sloju delavskega razreda, ki iz takšnih ali drugačnih razlogov uživa relativno privilegiran položaj (glede na preostanek delavskega razreda). V obeh primerih govorimo o sloju prebivalstva, ki lahko svoje interese vsaj delno izpolnjuje v okviru kapitalizma; zanje ni potrebna revolucija, da si izboljšajo lastni položaj (ali ohranjajo že pridobljeno). Posledično je oportunizem, ki takšen cilj zavrže v prid kratkoročnim pridobitvam, za takšen razredni položaj ugodna politična linija.
Povezava oportunizma z razrednim položajem je pomembno za njegovo teoretsko razumevanje. Natančneje: pomembno je, ker se lahko v nasprotnem primeru pride do sklepa, da je oportunizem vprašanje posameznih voditeljev, ki so izdali razredni boj. S tem se pojavi (zmoten) vtis, da je oportunizem stvar posameznikov brez razrednega ozadja.